# دوارتي لايت
دوارتي لايت (بالبرتغالية: Duarte Leite Pereira da Silva‏) هو رياضياتي ودبلوماسي ومؤرخ وصحفي وسياسي برتغالي، ولد في 11 أغسطس 1864 في البرتغال، وتوفي بنفس المكان في 29 سبتمبر 1950. حزبياً، نشط في Portuguese Republican Party ‏. انتخب سفير.